# Délidő
A Délidő (eredeti cím: High Noon) 1952-ben bemutatott amerikai, fekete-fehér filmdráma Fred Zinnemann rendezésében. A négy Oscar-díjat nyert film valós időben meséli el a városi rendőrbíró és egy bűnöző banda összecsapását.
1989-ben az Amerikai Egyesült Államok Nemzeti Filmmegőrzési Bizottsága beválasztotta a filmet a Nemzeti Filmarchívumba.

## Cselekménye
|  | Alább a cselekmény részletei következnek! |

Will Kane (Gary Cooper), Hadleyville városka (Új-Mexikó területén) hosszú ideje szolgálatot teljesítő rendőrbírója lemondott a posztjáról és vasárnap, 11 órakor összeházasodik a pacifista kvéker Amyvel (Grace Kelly). Az új rendőrbírót másnapra várják, de a város vezető polgárai szerint mivel nyugalom van, Kane már aznap elutazhat. Kane leteszi jelvényét és fegyverét és azt tervezi, hogy egy boltot nyit valahol.
A távírász hozza a hírt, hogy Frank Miller – egy többszörös gyilkos, akit Kane fogott el és állított bíróság elé – a déli vonattal a városba fog érkezni, három társa az állomáson várja. Millert kötél általi halálra ítélték, de először ezt életfogytiglanra változtatták, majd öt év elteltével kegyelmet kapott. A bíróságon megfenyegette a rendőrbírót, hogy visszajön és meg fogja ölni. Miller három bandatársa, köztük az öccse, Ben az állomáson vár vezetőjükre. Az ijedt polgárok arra kérik Kane-t, hogy menjen el a városból, hátha lenyugszanak a kedélyek akkor.

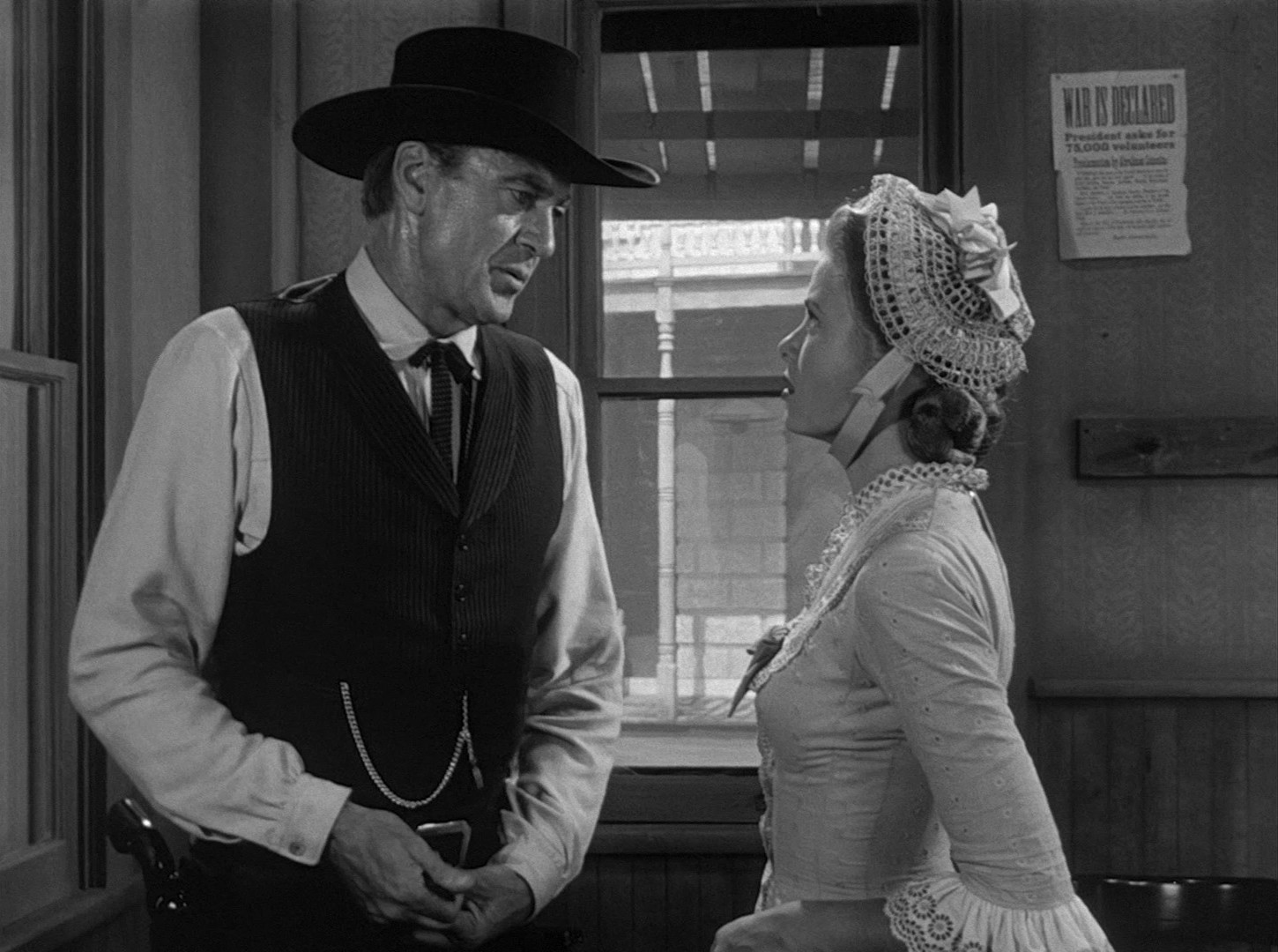
Gary Cooper és Grace Kelly

Kane lovaskocsin elhagyja a várost újdonsült feleségével, de attól tartván, hogy vadászni fognak rá, és a városlakók is bajba keveredhetnek, végül visszafordulnak. A felesége nem érti, miért teszi ezt, és a férje ellen fordul: azt mondja neki, hogy ő egy óra múlva, a déli vonattal elutazik.
Kane visszateszi a mellényére a jelvényét, és segítséget próbál keresni a városban. Helyettese, Harvey Pell (Lloyd Bridges) lemond, mert rendőrbíró akar lenni, Kane azonban nem támogatja ebben. Kane korábbi szeretője, Helen Ramírez (Katy Jurado) eladja üzletét a csendestársának és elutazni készül. A nő nem fél Millertől, mert Kane előtt az ő barátnője volt (utána pedig Harvey barátnője, de neki kiadta az útját). Ramírez úgy gondolja, hogy Kane-t meg fogják ölni, és akkor a városnak is vége, ezért akar elutazni. Amy a hotelban várakozik a vonat indulásáig, és válaszút elé állítja a férjét, azt mondja neki, hogy ő mindenképp rajta lesz a déli vonaton, vele vagy nélküle. Kane ragaszkodik a maradáshoz, mivel tudja, hogy a bűnözők mindenhová követnék. A rendőrbíró az ivóba megy, hogy segítőket találjon maga mellé, de nem talál önkéntest, mivel sokan inkább Miller barátjának tartják magukat. Az ivóból csak egy félszemű alkoholista jelentkezik, de őt Kane nem fogadja fel. Kane egyik korábbi barátja letagadtatja magát a feleségével, amikor Kane felkeresi a házában. Mivel a feleség azt mondja neki, hogy a férje a templomba ment, Kane oda tart, ott éppen istentiszteletet tartanak. Kane felhívása, hogy jelentkezzenek fegyveres önkéntesek, megosztja a jelenlévőket, parázs vita alakul ki. Többen dicsérik a rendőrbíró tevékenységét, aki rendet tett a városban. Ugyanakkor tudják azt is, hogy személyes ellentét van közte és Miller között. Ezért arra a következtetésre jutnak, hogy az ügy Kane személyes problémája, tehát oldja meg ő maga. Kane idős barátját is felkeresi, aki annak idején sokat segített neki és rendőrbírónak is ő ajánlotta. Azonban ő sem akar Kane-nel harcolni a bűnözők ellen. Mindenki azt ajánlja Kane-nek, hogy menjen el a városból. Harvey beül az ivóba inni, de amikor észreveszi Kane-t, utána megy a lóistállóba és ő is azt mondja neki, hogy menjen el, el is kezd felnyergelni egy lovat. Amikor Kane közli vele, hogy nem megy el, Harvey rátámad és ökölharc kezdődik köztük. Amikor Kane megtántorodik, Harvey fel akarja tuszkolni a ló nyergébe, de Kane magához tér, folytatják a verekedést és végül Harvey marad a földön.
Amy közben felkeresi Helen Ramírezt a szállodai szobában, ahol lakik. Azt hiszi, hogy Kane a korábbi szerelme miatt akar maradni, de Helen azt mondja, hogy nem őmiatta teszi. Amy elárulja, hogy húszéves fivére és apja is fegyvertől halt meg, ő ezek után vette fel a kvéker vallást (ami elutasítja az emberölést). Helen szemrehányást tesz Amy-nek, amiért nem áll ki a férje mellett, akár fegyverrel is.
Kane egyetlen önkéntest talál, aki már az elején, saját magától jelentkezik, de amikor megtudja, hogy csak ők ketten vannak a négy bűnöző ellen, a gyerekeire hivatkozva ott hagyja Kane-t, aki maga is bátorítja ebben. Kane még a vonat érkezése előtti pár percben gyorsan papírra veti a végrendeletét. Az egész város feszülten a vonat érkezésére vár. Helen és Amy együtt indulnak lovaskocsin a vonathoz, Kane találkozik velük, amikor gyalogosan elindul a bűnözők elé.
A vonat megérkezik, Miller leszáll (ekkor látható, hogy arca himlőhelyes), az emberei rögtön fegyverrel látják el. A két nő felszáll a vonatra. Helen és Miller észreveszik egymást. A banda elindul, hogy leszámoljon Kane-nel. Egyikük betöri egy nő ruhabolt kirakatát, kivesz egy női kalapot és az övére tűzi. A zaj megriasztja Kane-t, aki emiatt fedezékbe vonul. Rákiált Millerre, és lelövi a „kalaptűző” tagot. Amikor Amy meghallja a lövéseket, leszáll a vonatról és rohanni kezd vissza a városba. A vonat elindul. A banda szétszóródik. Amikor rálőnek, Kane a lóistállóba vonul vissza. Az egyik tag utána megy és lövöldözni kezd, de nem találja el Kane-t, aki lelövi. Miller két égő viharlámpát dob az istállóba és egyetlen ép emberét támadásra buzdítja. Amikor a szalma kigyullad, Kane kiszabadítja a lovakat, majd maga is lóra ül, és a menekülő lovak között kivágtat az istállóból. A két férfi eltalálja Kane-t, aki leesik a lóról, és a nyeregkészítő üzletébe vonszolja magát, ahol újratölti a pisztolyait. Miller és embere két oldalról lövöldözni kezdenek rá. Amikor a bandatagnak elfogy a lőszere és újra akarja tölteni a két pisztolyát, Amy hátba lövi, a férfi meghal.
Miller rájön, hogy újabb ellensége van, és a hátsó ajtón bemegy abba a helyiségbe, ahol a nő van és magával hurcolja. Kimegy vele az utcára, túszként tartja maga előtt és azt követeli, hogy Kane jöjjön elő, különben lelövi nőt. Amikor Kane kilép az ajtón, Amy kiszabadítja magát, a férfi arcába kap és eltaszítja, így Kane-nek módja van lelőni. A városlakók hirtelen előbukkannak a tűzpárbaj után, egy suhanc előáll Kane lovaskocsijával, aki a porba hajítja jelvényét és egyetlen szó nélkül elhagyja feleségével a várost.

## Szereposztás
| Szerep                                          | Színész         | Magyar hang (1978) | Magyar hang (1990) |
| ----------------------------------------------- | --------------- | ------------------ | ------------------ |
| Will Kane rendőrbíró                            | Gary Cooper     | Bitskey Tibor      | Mécs Károly        |
| Amy Kane, a felesége                            | Grace Kelly     | Szabó Éva          | Götz Anna          |
| Helen Ramírez, Kane korábbi barátnője           | Katy Jurado     | Kánya Kata         | Andresz Kati       |
| Harvey Pell, Kane helyettese                    | Lloyd Bridges   | Tahi Tóth László   | Mihályi Győző      |
| Jonas Henderson polgármester, Kane öreg barátja | Thomas Mitchell | Szabó Ottó         | Kristóf Tibor      |
| Martin Howe                                     | Lon Chaney      | Képessy József     | Farkas Antal       |
| Jack Colby, bandatag                            | Lee van Cleef   | nem szólal meg     | nem szólal meg     |
| Sam Fuller                                      | Henry Morgan    | Szatmári István    | Rosta Sándor       |
| Frank Miller, bandavezér                        | Ian MacDonald   | ?                  | Vass Gábor         |
| Ben Miller                                      | Sheb Wooley     | ?                  | Balázsi Gyula      |
| Percy Mettrick bíró                             | Otto Kruger     | Kaló Flórián       | ?                  |

## Forgatás
A szereplőválogatás során vita volt arról, hogy Cooper alkalmas-e főszerepre. Egyesek túl öregnek gondolták Will Kane megformálásához. Az 50 éves színész majdnem 30 évvel idősebb volt partnerénél, Grace Kellynél.
Zinnemann azt nyilatkozta, hogy gyerekkorában szerette meg a westernt, amikor sok Karl May regényt olvasott.
A filmet Kaliforniában forgatták.

## Politikai körülmények
A filmet a Koreai háború alatt mutatták be. A producer és író Carl Foremant, mialatt a forgatókönyvet írta, meghallgatta a Joseph McCarthy vezette Amerika-ellenes Tevékenységet Vizsgáló Bizottság. Foreman ugyan nem volt a Kommunista Párt tagja, de a neve szerepelt a nem együttműködő tanúk listáján. Amikor ezt Stanley Kramer megtudta, el akarta távolítani a produkcióból, de Fred Zinnemann és Gary Cooper megakadályozta ezt. Egy Bank of America kölcsönnel is gond támadt, mert Foreman aláírására is szükség volt. Így végül Foreman maradt a filmnél, de még az amerikai bemutató előtt Angliába költözött, mert tudta, hogy az Amerikai Egyesült Államokban nem fog többé munkát kapni a filmiparban.

## Fogadtatás
A premier után több kritikus is bírálta a filmet amiatt, hogy hiányoznak belőle a western műfajra jellemző stílusjegyek. A film tele van morális párbeszéddel, akciójelenet csak az utolsó pár percben van.
A Szovjetunióban magasztalták a filmet. Az amerikai baloldal is pozitívan fogadta, kritikát láttak benne az Amerika-ellenes Tevékenységet Vizsgáló Bizottság működésével szemben. Az alkotás konzervatívok és antikommunisták tetszését is elnyerte. Ronald Reagan tiszteletét a főszereplő erős, elkötelezett karaktere váltotta ki. Dwight D. Eisenhower is szerette a filmet, csakúgy, mint Bill Clinton.

## John Wayne és Howard Hawks reakciója
John Wayne nem szerette a filmet. Úgy érezte, hogy a hollywoodi Feketelista ellen szól, amit ő aktívan támogatott. 1971-ben, a Playboynak adott interjúban úgy nyilatkozott a Délidőről, hogy „a leginkább Amerika-ellenes dolog, amit életemben láttam”. Hozzátette, soha nem bánta meg, hogy segített feketelistára tenni a liberális Carl Foremant.
1959-ben Wayne Howard Hawksszal együtt, mintegy konzervatív válaszként elkészítette a Rio Bravót. Hawks így fogalmazott: „Megcsináltam a Rio Bravót, mert nem tetszett a Délidő, ahogy John Wayne-nek sem. Nem hiszem, hogy egy igazi városi marsall fejetlen csirke módjára rohangál a városban segítségért. És ki menti meg? A kvéker felesége. Én másképp képzelem el a jó westernt.”

## Fontosabb díjak, elismerések
Oscar-díj (1953)
- díj: legjobb férfi főszereplő – Gary Cooper
- díj: legjobb zene – Dimitri Tiomkin
- díj: legjobb betétdal – Ned Washington
- díj: legjobb vágó – Harry W. Gerstad, Elmo Williams
- jelölés: legjobb film – Stanley Kramer
- jelölés: legjobb rendező – Fred Zinnemann
- jelölés: legjobb forgatókönyv – Carl Foreman

Golden Globe (1953)
- díj: legjobb férfi főszereplő – Gary Cooper
- díj: legjobb zene – Dimitri Tiomkin
- díj: legjobb női mellékszereplő – Katy Jurado
- díj: legjobb operatőr – Floyd Crosby
- jelölés: legjobb film – Stanley Kramer
- jelölés: legjobb forgatókönyv – Carl Foreman

## Fordítás
- Ez a szócikk részben vagy egészben  a   High Noon című angol Wikipédia-szócikk ezen változatának fordításán alapul.  Az eredeti cikk szerkesztőit annak laptörténete sorolja fel. Ez a jelzés csupán a megfogalmazás eredetét és a szerzői jogokat jelzi, nem szolgál a cikkben szereplő információk forrásmegjelöléseként.